# Gamasellus grossi
Gamasellus grossi är en spindeldjursart som beskrevs av Lee 1973. Gamasellus grossi ingår i släktet Gamasellus och familjen Ologamasidae. Inga underarter finns listade i Catalogue of Life.